# Boulevard Montmartre
De Boulevard Montmartre is een van de vier zogenaamde "Grands Boulevards" van de Franse hoofdstad Parijs. In tegenstelling tot wat de naam suggereert, ligt de boulevard niet op de hellingen van Montmartre. De boulevard is een verlenging van de Boulevard Haussmann, en is van de Grands Boulevards het meest oostelijk gelegen. Deze boulevard is overigens ouder dan het plan van Baron Haussmann voor de aanleg van brede boulevards door Parijs.
Het metrostation waarmee deze plek het best bereikt kan worden, Grands Boulevards, van de metrolijnen 8 en 9, heette tot 1998 overigens rue Montmartre, maar om toeristen die op zoek zijn naar de Place du Tertre voor verregaande verwarring te behoeden is het omgedoopt naar een neutralere naam.

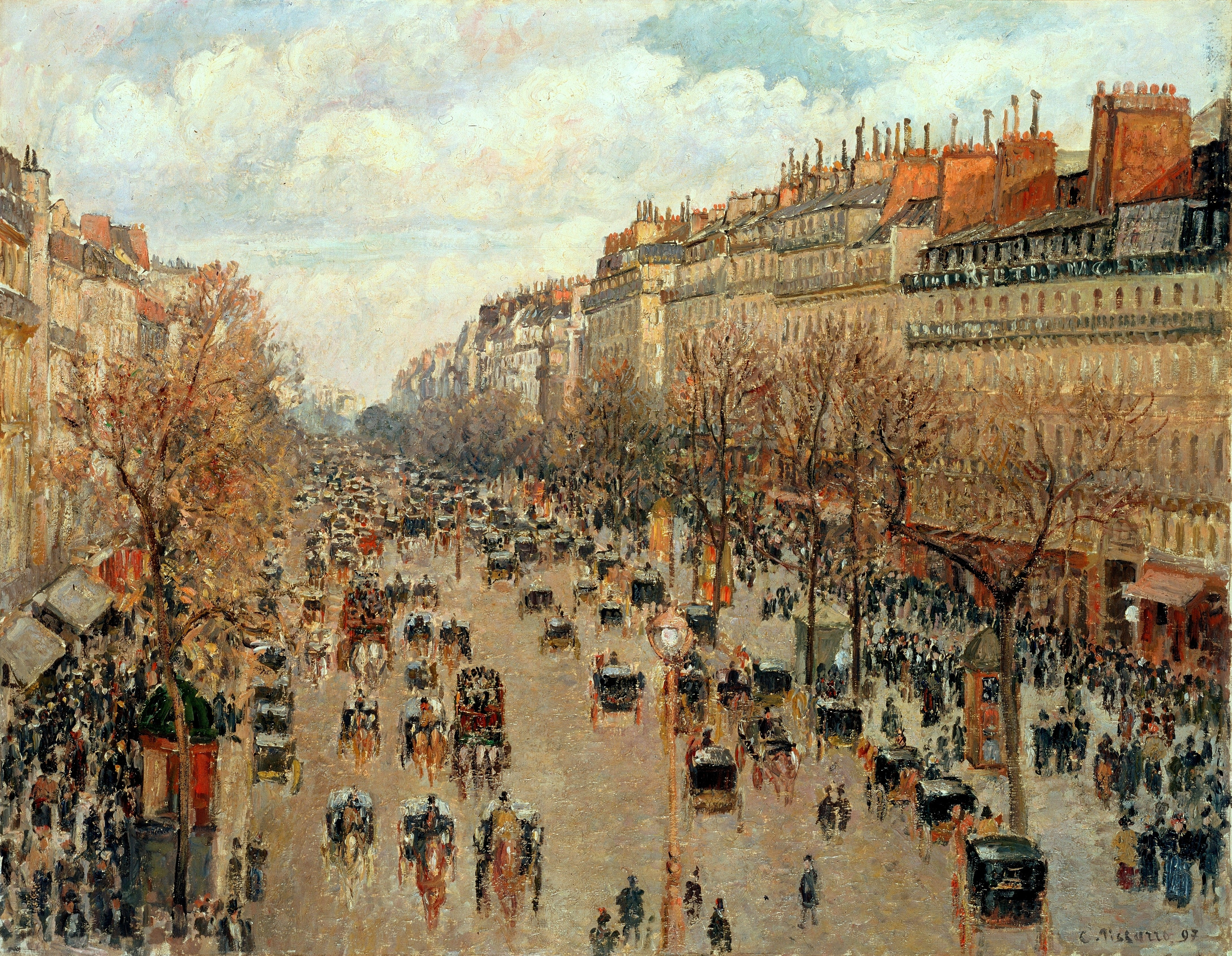
De Boulevard Montmartre, soleil après-midi (1897) door Camille Pissarro